# Richard Møller Nielsen
Richard Møller Nielsen (Ubberud, 19 augustus 1937 – Odense, 13 februari 2014) was een voetballer uit Denemarken, die na zijn actieve loopbaan furore maakte als voetbalcoach.
Møller Nielsen leidde het Deens voetbalelftal naar de Europese titel in 1992 en de eindzege in het toernooi om de FIFA Confederations Cup in 1995, nadat hij drie jaar actief was geweest als assistent-bondscoach (1987-1990). Zelf speelde hij voor Odense BK. Møller Nielsen was tevens bondscoach van Finland (1996-1999) en Israël (2000-2002).
Hij werd in juli 2013 geopereerd aan een hersentumor. Na een lang ziekbed overleed Møller Nielsen in 2014 op 76-jarige leeftijd.

## Erelijst
Odense BK
- 1. division: 1977, 1982
- Landspokalturnering: 1982/83

 Denemarken
- Europees kampioenschap voetbal: 1992
- Confederations Cup: 1995

Individueel
- World Soccer Trainer van het Jaar: 1992
- Europees Trainer van het Jaar: 1992